# Montbeton
Montbeton is een gemeente in het Franse departement Tarn-et-Garonne (regio Occitanie). De plaats maakt deel uit van het arrondissement Montauban en van het gemeentelijk samenwerkingsverband Communauté d’Agglomération de Grand Montauban. Montbeton telde op 1 januari 2022 4.335 inwoners.

## Geschiedenis
De plaats werd voor het eerst vermeld in 955 en groeide rond een kasteel. Al in de 13e eeuw werd Montbeton bestuurd door drie verkozen consuls. In 1562 werd de plaats ingenomen door een protestants leger. Zij vernielden de kerk en verjoegen de katholieke clerici. In 1622 voerden op hun beurt katholieke troepen onder leiding van maarschalk Pons de Lauzières-Thémines wandaden uit.

## Geografie
De oppervlakte van Montbeton bedroeg op 1 januari 2022 15,98 vierkante kilometer; de bevolkingsdichtheid was toen 271,3 inwoners per km². De gemeente grenst aan Montauban.
De onderstaande kaart toont de ligging van Montbeton met de belangrijkste infrastructuur en aangrenzende gemeenten.

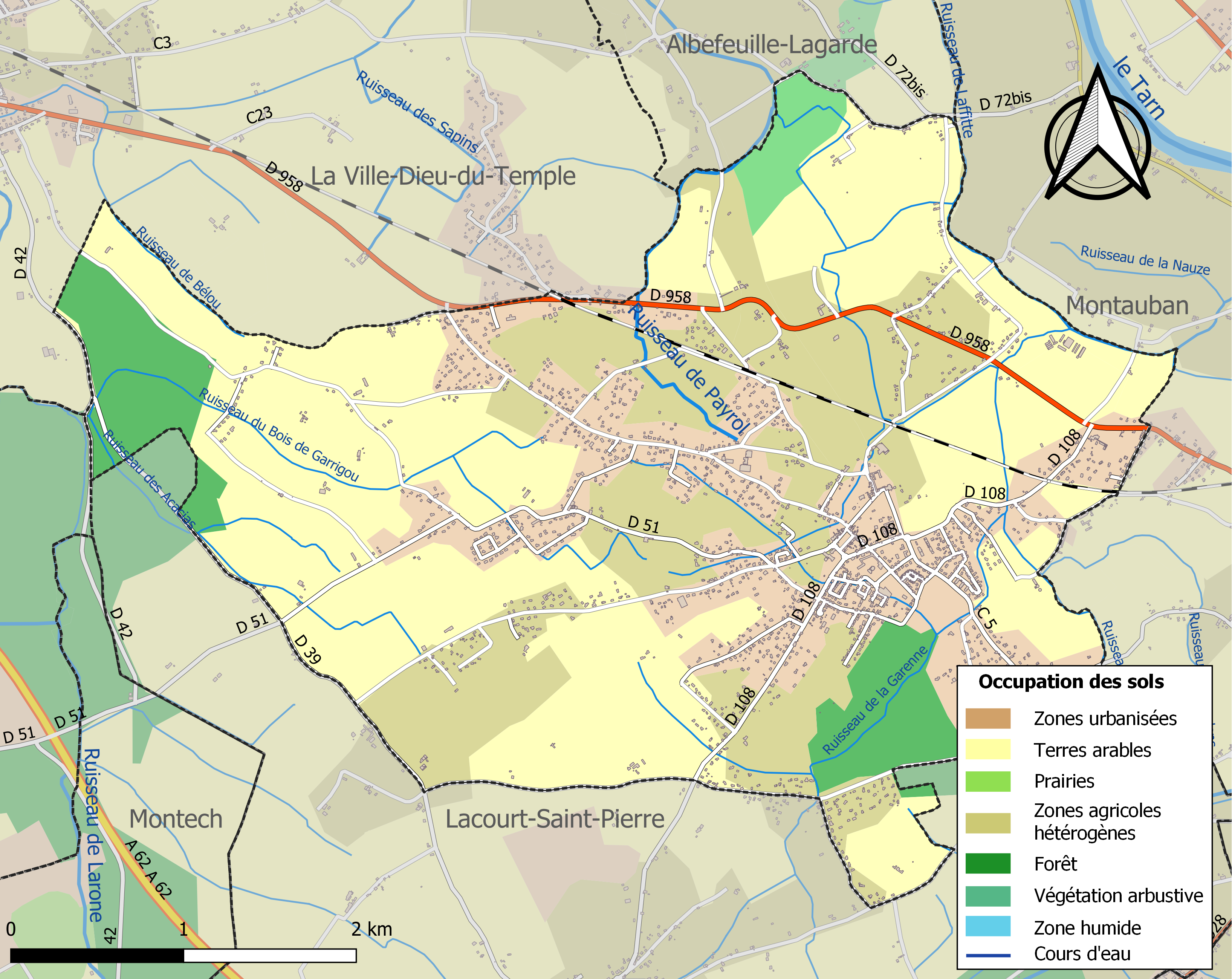

## Demografie
Onderstaande figuur toont het verloop van het inwonertal (bron: INSEE-tellingen).